# زینا دمیترسکو
زینا دمیترسکو (رومانیایی: Zina Dumitrescu؛ زادهٔ ۱۶ ژوئن ۱۹۳۶) طراح مد اهل رومانی است.
او در سال ۱۹۶۶ مدیر اجرایی خانه مد ونوس شد.
زینا دمیترسکو در ۲۸ مارس ۲۰۱۹ تنها در اتاق خود درگذشت.
 او در جشنواره‌های مد داخلی و بین‌المللی بسیاری شرکت کرده‌است.